# Baoping, Chongqing
Baoping (kinesiska: 宝坪) är en köping i sydvästra Kina. Den ligger i Yunyang härad i storstadsområdet Chongqing, omkring 260 kilometer nordost om det centrala stadsdistriktet Yuzhong. Antalet invånare är 19 728. Befolkningen består av 9 712 kvinnor och 10 016 män. Barn under 15 år utgör 20,0 %, vuxna 15-64 år 61 %, och äldre över 65 år 17,0 %.